# Saint-Gatien-des-Bois
Saint-Gatien-des-Bois is een gemeente in het Franse departement Calvados (regio Normandië). De plaats maakt deel uit van het arrondissement Lisieux. Saint-Gatien-des-Bois telde op 1 januari 2022 1.313 inwoners.

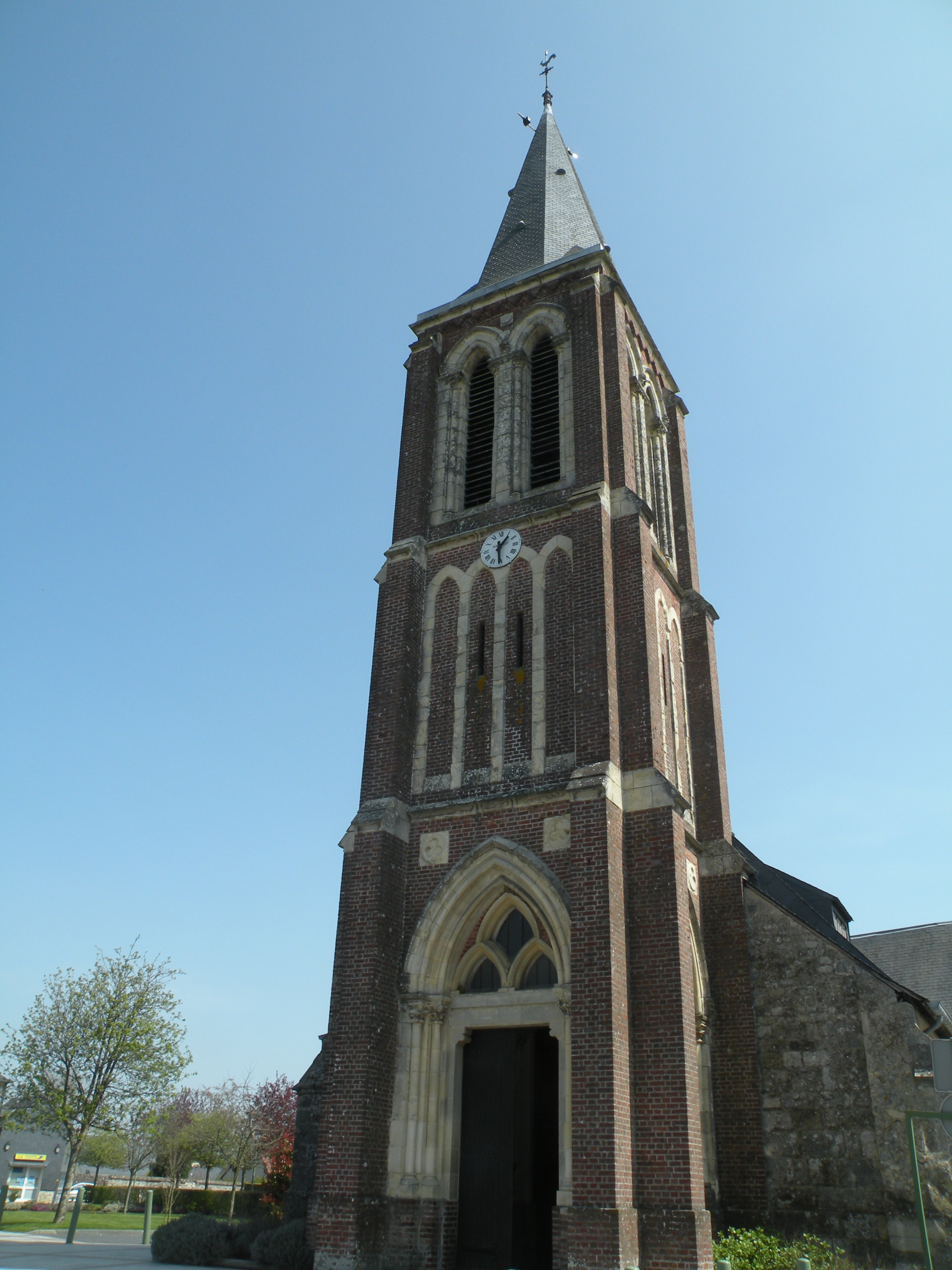
Kerk van Saint-Gatien-des-Bois
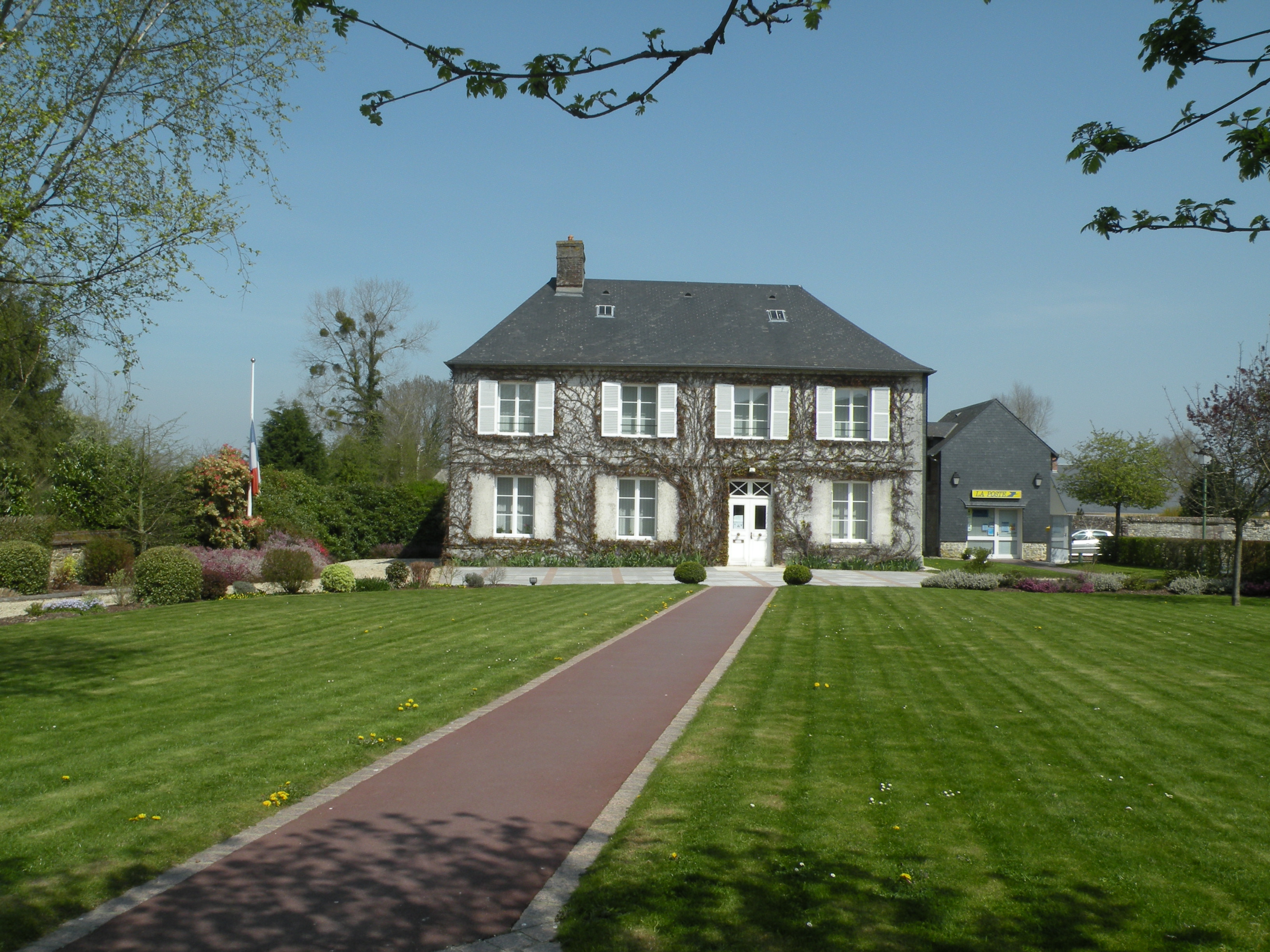
Gemeentehuis

## Geografie
De oppervlakte van Saint-Gatien-des-Bois bedroeg op 1 januari 2022 49,11 vierkante kilometer; de bevolkingsdichtheid was toen 26,7 inwoners per km².
De onderstaande kaart toont de ligging van Saint-Gatien-des-Bois met de belangrijkste infrastructuur en aangrenzende gemeenten.

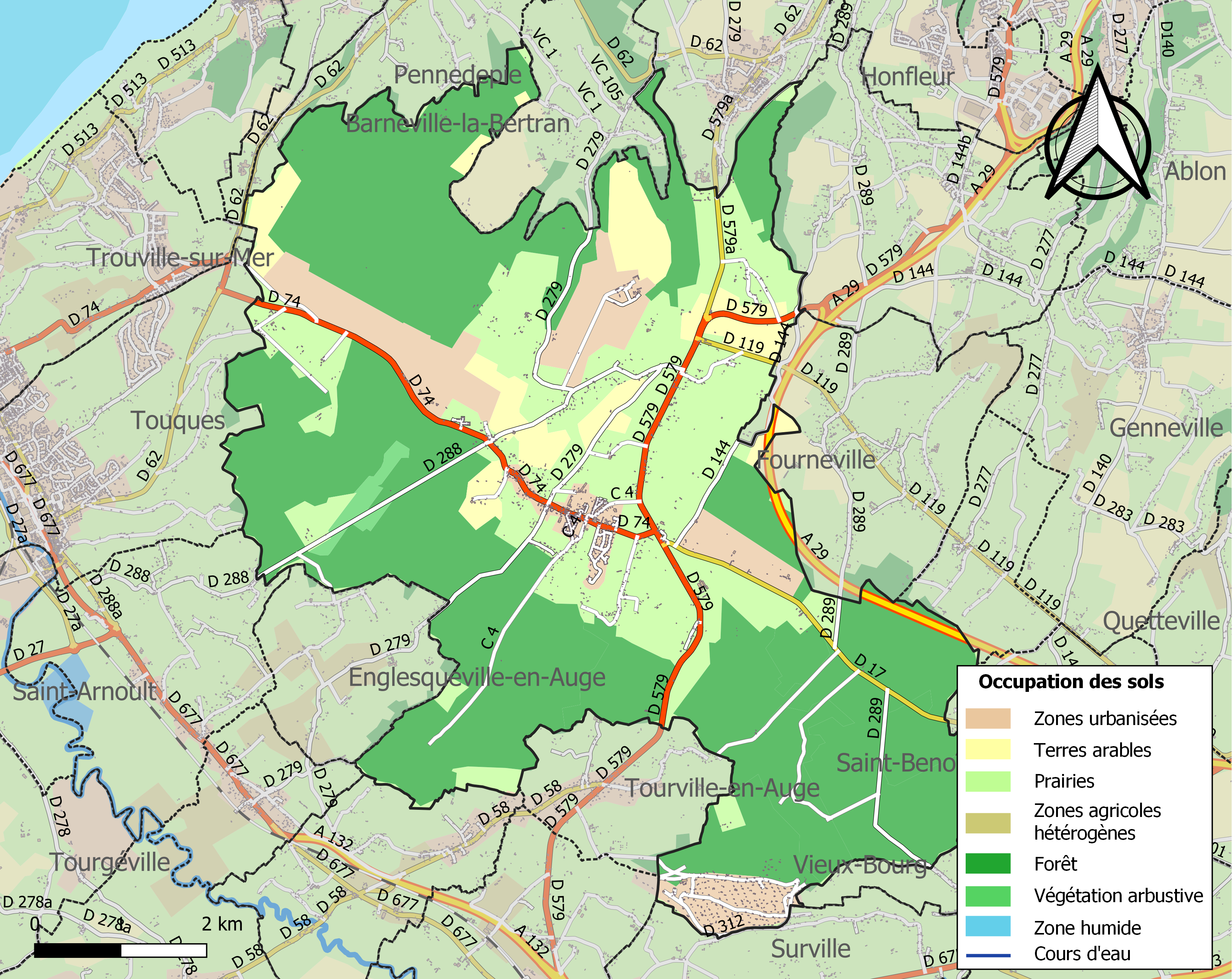

## Demografie
Onderstaande figuur toont het verloop van het inwonertal (bron: INSEE-tellingen).
Vanwege een beveiligingsprobleem met de MediaWiki Graph-software is het momenteel niet mogelijk deze grafiek weer te geven. Zodra de software is bijgewerkt zal de grafiek vanzelf weer zichtbaar worden.